# Neustadtmarkt (Warschau)

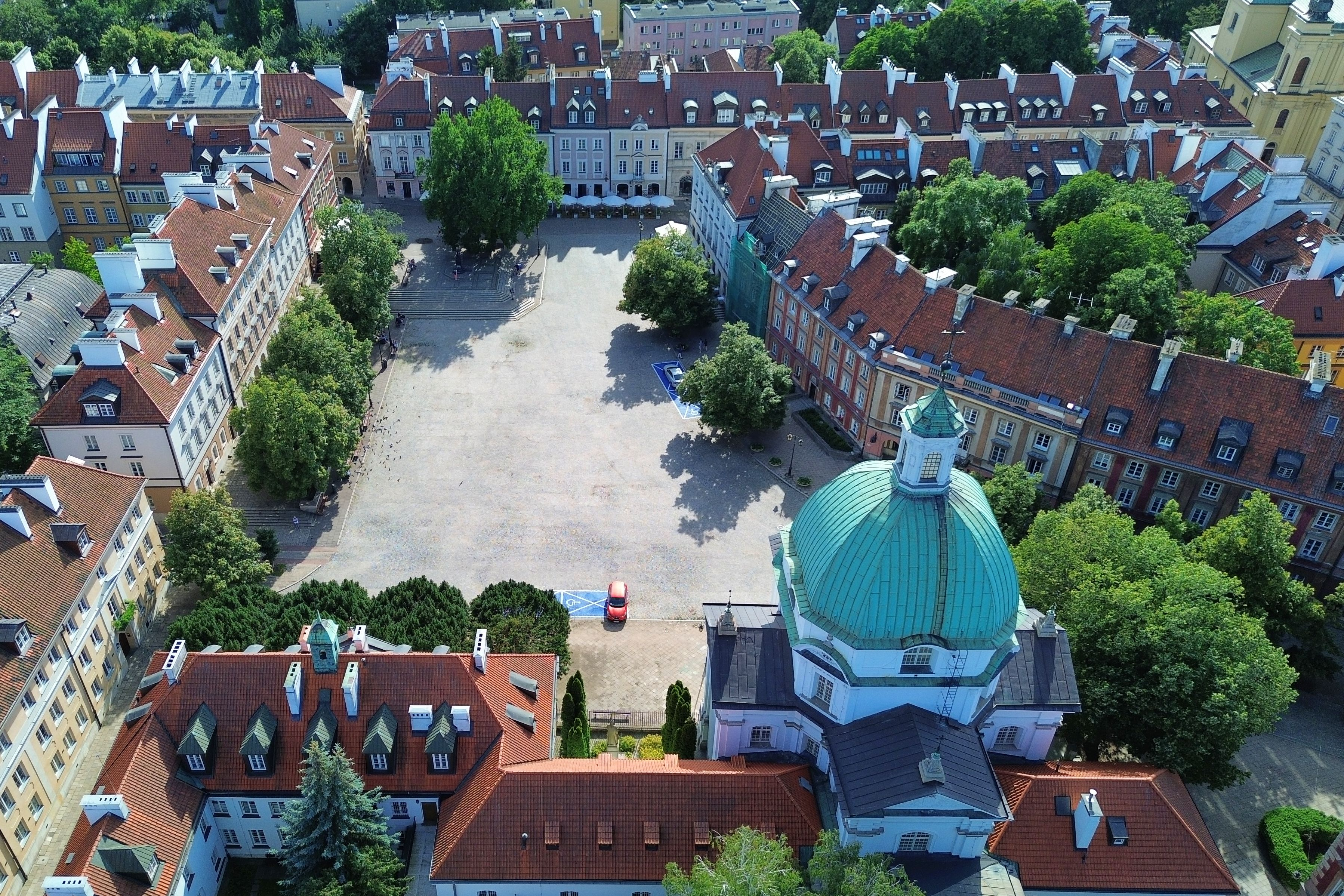
Neustadtmarkt von oben

Der Neustadtmarkt (auch Ring der Neustadt, polnisch Rynek Nowego Miasta) in Warschau bildet das Zentrum der Warschauer Neustadt. Er wurde Anfang des 15. Jahrhunderts angelegt und misst 140 Meter mal 120 Meter.

## Geschichte
Der Marktplatz wurde an der parallel zur Weichsel verlaufenden Handelsstraße nördlich der Warschauer Altstadt angelegt.
Um 1497 wurde in seiner Mitte das Rathaus errichtet. 1544 wurden zahlreiche Bürgerhäuser am Markt durch einen Brand beschädigt und im Stil der Renaissance wieder aufgebaut. Im 17. Jahrhundert wurde die Kasimirkirche an seiner Ostseite erbaut. Das Rathaus wurde 1818 abgetragen. Während des Warschauer Aufstands wurde die Bausubstanz des Neustadtmarktes fast vollständig zerstört. Der Wiederaufbau erfolgte in den Jahren 1949–1956.